# Lachnum juncinum
Lachnum juncinum är en svampart som beskrevs av Spooner 1987. Lachnum juncinum ingår i släktet Lachnum och familjen Hyaloscyphaceae.   Inga underarter finns listade i Catalogue of Life.